# Quattron
Quattron — торгова марка технології кольорових РК- дисплеїв, виробленої Sharp Electronics . На додаток до стандартних кольорових субпікселів RGB (червоний, зелений і синій), технологія використовує жовтий субпіксель четвертого кольору (RGBY), який, як стверджує Sharp, збільшує діапазон відображуваних кольорів і який може ближче імітувати як мозок обробляє інформацію про колір. Екран є різновидом дисплея з кількома основними кольорами, інші форми якого були розроблені паралельно з версією Sharp.
Ця технологія використовується в лінійці РК-телевізорів Sharp Aquos, зокрема в моделях з екраном 40 дюймів і більше. Спочатку вона була представлена як «субпіксельна кольорова технологія», а потім Лінда Лім із Sharp Malaysia впровадила технологію Quattron. Ця технологія, відмінна від лінійки продуктів, рекламувалася за участю Джорджа Такея як прес-секретаря в дебютному рекламному ролику, в якому він використовує свою крилату фразу «Oh My». В іншому рекламному ролику Takei рекламував тривимірну модель із міньйонами з фільму «Гидкий я» 2010 року . У Малайзії відомий слоган був «4C прибув, 3C закінчився», імітуючи увагу до тенденції технології 4G на той момент, але насправді мав на увазі передову кольорову технологію. Пізніша версія була відома як Quattron Pro з додатковими поділеними пікселями, застосованими до діапазону HDTV.

## Рецепція

### Аналіз
За аналізом Реймонда Сонейри, президента DisplayMate Technologies, компанії, що спеціалізується на обладнанні для калібрування відео, стандартні колірні простори, які використовуються постачальниками контенту, не передбачають наявності четвертого колірного каналу у вихідному матеріалі. Виходячи з цього, Сонейра робить висновок, що будь-які «додаткові» кольори, які відображає телевізор, створюються самим пристроєм через обробку відео. Це, своєю чергою, може призводити до перебільшення кольорів і зниження їхньої точності.

Спектральна характеристика звичайного дисплея Quattron. Реакцію білого порівнювали з кожним із чотирьох первинних, зазначених відповідними кольоровими лініями. Жовте світло, яке виробляє дисплей, виявляється просто сумою світла, яке проходить через червоний і зелений пікселі.

Дослідники кольору з Лондонського університету королеви Марії досліджували технологію Quattron і виявили, що, хоча Quattron має чотири фізичні кольорові субпікселі, він не має четвертого основного підсвічування, щоб керувати ним (жовтий колір становить приблизно 575). нм). Іншими словами, Quattron має жовтий субпіксель, який пропускає світло, але виробник не передбачив жодних умов для отримання жовтого світла, необхідного для проходження крізь нього. (Жовтий субпіксель просто пропускає більше червоного та зеленого світла.) На основі цього вони дійшли висновку, що він не виконує корисної функції.